# Beppe Costa
Beppe Costa, pseudonimo di Concetto Costa (Catania, 25 agosto 1941), è un poeta, scrittore, editore e libraio italiano.

## Biografia

### Gli inizi
Pubblica il primo volume di poesie nel 1970 (Una poltrona comoda, Giuseppe Di Maria editore), caratterizzato, come gli altri che seguiranno, dal tema dell'amore e dall'anticonformismo. Pubblica con Vincenzo Muglia di Catania due guide turistiche, una a livello locale, Catania, Guida ai monumenti e l'altra a livello regionale, Sicilia, Guida ai monumenti. Traduce tre libri del drammaturgo Fernando Arrabal.
Nel 1978 conosce il poeta Dario Bellezza col quale inizierà letture di poesia e presentazioni in giro per l'Italia, utilizzando ogni luogo sia disponibile: piazze, bar, librerie, teatri.

### I successi
Il libro Romanzo siciliano, oltre ad essere ben accolto dalla stampa italiana, è la prima delle sue pubblicazioni che appare recensita anche negli Stati Uniti su World Literature Today. Il romanzo tratta la vicenda autobiografica di un intellettuale siciliano, nel suo scontro e nella sua denuncia del sud e della mafia. Collabora fino al 1985 con articoli sul Giornale del Sud e su I Siciliani, giornali diretti da Giuseppe Fava, e pubblica sul Giornale di Sicilia, interviste ad Alberto Moravia, Enzo Jannacci, Léopold Sédar Senghor, Léo Ferré. Partecipa inoltre ad alcuni programmi radiofonici come La telefonata a cura di Gianni Bisiach e incontri di poesia per la regia di Gaio Fratini. Nel 1985 lascia definitivamente la Sicilia a favore di Roma.

Premio Akesineide con Amelia Rosselli, Dario Bellezza, Maria Luisa Spaziani, Dante Maffia e altri, 1987

Pubblica altre raccolte di poesie e riceve il premio "Akesineide" per Fatto d'amore e Canto d'amore. Nel 1989, vince il premio Alfonso Gatto con la raccolta Impaginato per affetto. La prefazione è di Giacinto Spagnoletti, apprezza positivamente la poesia di Beppe Costa, in cui si esprime mirabilmente il male di vivere e cioè, il bisogno di amare e la difficoltà di armonizzare questo con la realtà altra del mondo. Il libro verrà presentato in diverse scuole, comuni dallo stesso Spagnoletti e, a Roma, da Giorgio Bassani.
Sue poesie sono state lette dagli attori Lina Bernardi, Arnoldo Foà, Milena Mancini e Valeria Di Francesco e musicate, fra gli altri, da Giovanni Renzo, Alessandra Celletti, Andrea Guerra, Claudio Luongo, Marcos Vinicius, Nicola Alesini, Mario Pettenati. Le edizioni musicali Novecento hanno pubblicato e musicato "Sei schizzi per volino e pianoforte ispirati alla poesia "Avrei voglia" (2003?
Affascinato dalle innovazioni musicali, registra un cd con Giovanni Renzo. Questa esperienza lo porta velocemente a realizzare poesia visiva in video con foto e musica principalmente di Giuseppe Natale, René Aubry e Alessandra Celletti.
Inaugura, con Beatrice Niccolai, nel 2008 la rassegna di Massa Malaspinarte.
Nel 2008 l'incontro con il poeta e compositore Mario Salis contribuisce a dare una maggiore sinergia all'edizione italiana del Teranova Festival che, nato in Francia e fondato dallo stesso Salis, sotto la guida di Fernando Arrabal, ha già visto la partecipazione di Lawrence Ferlinghetti, Patrice Leconte e dello stesso Arrabal. In questa occasione conosce anche Andrea Garbin e Fabio Barcellandi, con i quali contribuirà alla nascita del Movimento dal sottosuolo. Esce a giugno 2010, per i tipi di Multimedia Edizioni (Casa della Poesia di Baronissi - Salerno), la sua nuova raccolta di poesie Anche ora che la luna, con una lettera di Adele Cambria e di Lia Levi. Dal 2011 inizia il sodalizio con la poetessa Stefania Battistella dando vita al nuovo reading/spettacolo: "di me, di altri, ancora".
Nel 2014 una antologia delle poesie viene tradotta e pubblicata in Israele in lingua ebraica, israeliana e inglese, in occasione della 15ª edizione del Nissan Festival, dove viene premiato per la poesia e l'impegno alla diffusione della stessa. A fine maggio dello stesso anno Gilgamesh pubblica “La terra (non è) il cielo!”, che sarà presentata nel corso di un breve tour in Lombardia.

Giorgio Bassani e Giacinto Spagnoletti presentano Impaginato per affetto di Beppe Costa

### Attività editoriale
Nel 1976 fonda la casa editrice Pellicanolibri, promuovendo nella sua attività di editore artisti schivi, scomodi o emarginati. Riscopre e pubblica le favole di Luigi Capuana: Si conta e si racconta, Pellicanolibri, 1989; ed un volume che Federico De Roberto ha dedicato alla sua città, Catania. Pubblica inoltre i testi tradotti del filosofo contemporaneo francese Gaston Bachelard. Da un incontro con Jodorowsky, nasce l'idea di pubblicare il libro sul "Movimento Panico", un movimento surrealista fondato dallo stesso Jodorowsky insieme a Fernando Arrabal e Roland Topor. Nel 1980 traduce e pubblica l'opera prima dello scrittore Manuel Vázquez Montalbán, Manifesto subnormale. Sarà inoltre editore di Luce d'Eramo, Alberto Moravia, Dario Bellezza, Goliarda Sapienza, Arnoldo Foà, Angelo Maria Ripellino.
Dal 1982 con il poeta Dario Bellezza dà vita alla collana Inediti rari e diversi con lo scopo di segnalare autori emarginati dalla società letteraria italiana come Anna Maria Ortese. Dal 1992 Pellicanolibri diventa una grande libreria nel quartiere di Casalotti all periferia di Roma. Qui verranno autori d'ogni parte d'Italia e non solo. Dal 2010 è curatore, per la regione Lazio, della “collana poetica itinerante” di Thauma Edizioni Dal 2013 cura, insieme a Stefania Battistella, la collana Inediti rari e diversi della Seam Edizioni, traducendo anche un altro testo teatrale di Fernando Arrabal e per la prima volta in italiano le poesie di Naim Araidi. Con l'autore, di nuovo in Italia, avrà una serie di incontri in scuole pubbliche e associazioni.
Ristampa nel 2013 le poesie Colosseo di Dario Bellezza, (ISBN 9788881795161) già pubblicate con Pellicanolibri, contribuendo all'edizione degli Oscar Mondadori nel 2015, curata da Roberto Deidier, e l'ultima raccolta di poesie di Ferruccio Brugnaro

### Beppe Costa e la Legge Bacchelli
Nel 1985 riesce insieme ad Adele Cambria a fare applicare per la prima volta la legge Bacchelli in favore di Anna Maria Ortese. Nel 2018 viene lanciata una campagna atta ad ottenere per lo stesso Costa l'applicazione della Bacchelli. Il beneficio gli è stato concesso, in seguito, con Decreto del presidente della Repubblica dell'8 settembre 2020 (pubblicato nella Gazzetta Ufficiale della Repubblica Italiana n. 274 del 3 novembre 2020).

## Spettacoli e tour

### Anche ora che la luna
Dal gennaio 2008 ha inizio il tour di poesia e musica Anche ora che la luna. Inizialmente nel Salento con il compositore Giovanni Renzo al pianoforte, successivamente da solo ed esibendosi in tutta Italia in luoghi come il Caffè Letterario di Roma.

### Ho ancora voglia di sognare
Nel 2009 inizia una collaborazione con la cantante francese Eva Lopez, dando vita allo spettacolo "Ho ancora voglia di sognare", interpretando poesie proprie nel contesto e nell'incontro con le canzoni di Leo Ferré, Edith Piaf, Jacques Brel, George Brassens.

### Di me, di altri, ancora
Nel 2009 prende il via il nuovo spettacolo "di me, di altri, ancora", in tour per l'Italia. Nel 2012 il tour riprenderà con la poetessa Stefania Battistella.

### Beppe, il poeta che amava le donne
Il regista Ricky Farina realizza il film "Beppe, il poeta che amava le donne", (produzione Chisciotte, 2009).

## Ultimi anni
In occasione dei 20 anni dalla nascita della libreria Pellicanolibri, iniziano (da febbraio a giugno) una serie di incontri che vedranno, fra gli ospiti, personalità di rilievo come Arnoldo Foà, Adele Cambria, Paul Polansky, Jack Hirschman, Viorel Boldis, Alessandra Celletti, Dave Lordan, Andrea Garbin, Fabio Barcellandi, Don Backy e molti altri.
Nel 2012 viene invitato alla 13ª, successivamente verrà invitato anche alla 14ª e 15ª edizione, del Nissan Festival che si svolge a Maghar, (Israele) fondato dal poeta Naim Araidi. A marzo 2015 viene nominato Presidente Onorario del Premio Nazionale di poesia "Terre di Virgilio".e del Premio Nazionale per le scuole Masio Lauretti. Un periodo lungo di interventi ha interrotto più volte l'attività. Pochissimi interventi, malgrado le pessime condizioni non ha rinunciato all'incontro su Dario Bellezza alla Casa delle Letteratura di Roma e nel Giugno del 2015 alla Notte della Poesia, manifestazione nata per volontà di Francesco Giampietri che ha visto negli anni altri poeti come Elio Pecora Roberto Deidier e Antonio Veneziani. Il 28 marzo Francesco Giampietri professore, saggista, amante della poesia, amato dagli studenti è venuto a mancare a soli 37 anni. Era nato a Venafro nel dicembre del 1983. Nella cittadina giò da qualche anno una piazza porta il suo nome. Era stato molto vicino durante le vicissitudini del Costa. Inizia una collaborazione con Era Buçpapaj, dell'Università di Tirana per diverse traduzioni dalle lingue inglese e italiana. 
Alla fine del 2018, dopo altri interventi chirurgici e causa difficoltà economiche, viene promossa una petizione a favore dell'autore per l'applicazione dell'ex legge Bacchelli, che l'autore stesso fece applicare per la prima volta nel 1985. Il regista Ricky Farina realizza un altro film "Qualcuno volò sul nido del Pellicano" (Edizione Chisciotte) una intervista sulle condizioni dell'autore.
Nel Settembre 2019 viene invitato al Festival Internazionale di poesia in Kosovo, dove ha conosciuto di persona lo scrittore Luan Rama, il quale, qualche giorno dopo, ha scritto un articolo per due quotidiani di Tirana. (Schiptarja.com e Gazeta Schiptare)
Avendo illustrato la Patria e versando in condizioni di particolare necessità, nel settembre 2020 il Presidente della Repubblica gli ha concesso un assegno straordinario vitalizio dell'importo annuo di 24000€
Riprende, dopo un lungo periodo e varie interruzioni, il Premio alla carriera e a giovani talenti. Iniziato nel 1989, i primi ad averlo ricevuto sono stati Alberto Moravia e Dacia Maraini, più recentemente Jack Hirschman e Fernando Arrabal. Nel 2022 nella cornice del festival Liberevento in Sardegna l’ha ottenuto Barbara Alberti e le giovani Clarissa Carbini e Nora Capomastro. Nel gennaio del 2023 Uke Buçpapaj per la poesia, Nicola Alesini e Marcos Vinicius per la musica alla carriera e la Giovane Era Buçpapaj come traduttrice per le lingue italiane e inglesi.

## Riconoscimenti e Premi
- Premio Ragusa, libro siciliano dell'anno, 1984
- Premio Akesineide, 1987
- Premio Alfonso Gatto, 1990
- Premio Città di Ascoli, 1992
- Premio internazionale di poesia "Il Delfino d'Argento", Anzio, 1992
- Premio Joppolo, 1997
- Premio Ciak per la poesia (Castel S. Angelo, Roma), 2008
- Premio Iceberg News per..parole.. Teranova Festival (Villa Medici, Roma), 2008
- Premio alla carriera a "La Befana del Poliziotto 2009" Teatro Orione (Roma)[26]
- Premio internazionale Città di Ostia: alla Carriera[27], Roma 2012.
- Premio alla Carriera al Nettuno PhotoFestival[28]
- Premio Naim Araidi alla carriera, MonigArt Festival, settembre 2017
- Premio Cultura ambiente umanità, Università popolare Anzio Nettuno, Fusibilia, 8 marzo 2019

## Opere

### Guide
- Catania, Guida ai monumenti, con Luccjo Cammarata, Muglia.
- Sicilia, Guida ai monumenti, con Luccjo Cammarata, Muglia.

### Antologie
- Documento Sicilia, Giuseppe Di Maria editore, 1974.
- Enotrio, a cura di Dario Micacchi, Jaca Book edizioni, 1988.
- Almanacco di Galleria, anno I n. 2, ed. Salvatore Sciascia, 91.
- Poesia '90, a cura di Giorgio Weiss e Riccardo Reim, 1990.
- Poesia '90, a cura di Giorgio Weiss e Riccardo Reim, 1991.
- ContrAppunti perVersi, Pellicanolibri, 1990, ISBN 978-88-85881-01-3.
- Il Policordo, Rivista, a cura di Dante Maffia anno VI n 2/3
- ConVersiAmo, 1991, Pellicanolibri
- Ponte degli angeli,1986, Scripta Manent
- L'amore, la guerra, RAI, Radiotelevisione italiana, a cura di Aldo Forbice, 2004, ISBN 88-7841-031-4
- Calpestare l'oblio a cura di Davide Nota e Fabio Orecchini, 2010, Argo
- Acqua privata? no grazie, a cura di Marco Cinque, 2011, Ilmiolibro
- Nisan - International Poetry Festival - Maghar, a cura di Naim Araidi, 2012
- Heartfire - second revolutionary poets brigade, a cura di Jack Hirschman e Agneta Falk, 2013, Kallatumba Press, S. Francisco, ISBN 9780578127354
- Poems for the Hazara, antologia poetica multilingua a favore del popolo Hazara, 2014, ISBN 9780983770862
- Manifest'Azioni dal Sottosuolo, a cura di Andrea Garbin, Seam Edizioni, 2014, ISBN 9788881795185
- Jackissimo, antologia poetica dedicata a Jack Hirschman, a cura di A. Bava, Seam Edizioni, 2014, ISBN 9788881795222
- SignorNò, poesie e scritti contro la guerra, a cura di M. Cinque e P. Rushton, Seam Edizioni, 2015, ISBN 9788881795314
- Refugees, 15. Berlin International Literature Festival, 2015, Verlag Vorwerk, ISBN 978-3-940384-78-2
- Woher ich nicht zurückkehren werde, Berliner Anthologie, Verlag Vorwerk 8, ISBN 978-3-940384-79-9
- Raimondi Valeria; Costa Beppe; Hirschman Jack, Poetre II. Rrjedhë dallge që shtyn-L'onda dentro che sospinge, Gilgamesh Edizioni, 2016 ISBN 9788868671341
- SignorNò, poesie e scritti contro la guerra, a cura di M. Cinque e P. Rushton, Nuova edizione, Associazione Pellicano, 2016, ISBN 9788899615154
- LiberAzione poEtica, pref. Jack Hirschman, Pellicano, 2017,ISBN 9788899615277
- No resignación. Antología de Salamanca, a cura di Alfredo Peréz Alencart, Depósito Legal: S. 504-2016 Impreso en Salamanca, en los talleres de Gráficas Lope, 2017
- Poeti da morire, a cura di Marco Cinque e Beppe Costa, Pellicano Sardegna, 2018, ISBN 978-88-31918-04-6
- Giornata mondiale della poesia, Roma 2020
- D'amori, di delitti, di passioni, a cura di Beppe Costa e Vito Davoli, 2022, ISBN 979-84-20347-91-1.
- SignorNò! a cura di Marco Cinque e Vito Davoli, 2022 ISBN 979-83-59054-91-1
- AA.VV. Parole a(r)mate, Kondo 2023
- AA.VV. De aquende u allende, XXVI enccuentro del Poetas Iberoamericanos, Edifsa, 2024
- AA.VV. Dissent, an anthology to end war and capitalism, Vagabond Mark Lipman Editor, 2024, ISBN 9781958307045

### Prosa e Poesia
- Una poltrona comoda, Vincenzo di Maria editore, 1970
- Un po' d'amore, Edizioni Muglia, 1975
- Metamorfosi di un concetto astratto in due tempi con accompagnamento di ottavino, (con prefazione di Dario Bellezza), Pellicanolibri, 1982
- Romanzo siciliano, Pellicanolibri, 1984
- Canto d'amore, Pellicanolibri, 1986
- Fatto d'amore, Pellicanolibri, 1987 ISBN 9788885881013
- Impaginato per affetto, pref. Giacinto Spagnoletti, Pellicanolibri, 1989
- Il male felice, Pellicanolibri, 1992
- Due o tre cose che so di lei, Pellicanolibri, 1995, ISBN 978-88-85881-54-9
- D'amore e d'altro (a cura di Luce d'Eramo), Pellicanolibri, 1996, ISBN 9788885881624
- Poesie per chi non sa fare altro, Pellicanolibri, 2002
- Anche ora che la luna (con una lettera di Adele Cambria), raccolta di poesie, Multimedia Edizioni, 2010. ISBN 88-86203-55-1
- Rosso, poesie d'amore e di rivolta[29], prefazione di Mauro Macario, VoloPress Edizioni, 2012
- Anche ora che la luna, antologia in arabo, ebraico, inglese a cura del Nisan festival, Alanwar, Maghar, 2014,
- La terra (non è) il cielo!, Gilgamesh Edizioni 2014. ISBN 978-88-6867-007-8
- Dell'amore e d'altre abitudini, con Stefania Battistella, Pellicanolibri, 2014. ISBN 978-88-85881-80-8
- Gli alberi non scrivono poesie, con Silvano Agosti e Leonardo Onida, Seam Edizioni, 2015, ISBN 9788881795338
- L'ultima nuvola, Pellicano Associazione Culturale, 2015. ISBN 978-88-941175-5-4
- Rosso, poesie d'amore e di rivolta, in appendice "Lettera d'amore non spedita", Pellicano Associazione Culturale, 2016. ISBN 978-88-996151-1-6
- Per chi fa turni di notte, Pellicano Associazione Culturale, 2017. ISBN 9788899615406
- Romanzo siciliano - La trilogia, Pellicano Associazione Culturale, 2017. ISBN 9788899615376
- Il poeta che amava le donne (e parlava coi muri), Pellicano Sardegna, 2018, ISBN 9788831918053
- Il poeta che amava le donne (e parlava coi muri), Pettirosso editore, 2019. ISBN 9788898965243
- Nicola Alesini, Beppe Costa, Metà del tempo, poesia a due voci, Alfa Music, 2021 EAN 8032050021188
- Dall'altra parte dell'orizzonte. Poesie inedite scelte, (edizione e selezione a cura di Vito Davoli; prefazione di Marco Cinque), Pellicano Cult / Amazon KDP 2022 ISBN 979-8370019920
- La via semplice, plaquette da una poesia, con una foto di Dino Ignani e un aforisma critico di Ugo Magnanti, FusibiliaLibri, Anzio, 2023. ISBN 9788898649938
- Delitto imperfetto, 50 poesie sulla poesia e sui poeti, a cura di Ugo Magnanti, Di Carlo editore, 2024 / ISBN ISBN 979-1281566736
- Beppe Costa, D'amore e d'altri bisogni, poesie e musica (con Matteo Cavicchini) e una nota di Mauro Macario, Pellicanolibri, 2024, ISBN 978-88-85881-81-5